# Abies sachalinensis
Abies sachalinensis (ялиця сахалінська) — вид ялиць родини соснових.

## Різновиди
- A. sachalinensis var. gracilis (Kom.) Farjon
- A. sachalinensis var. mayriana Miyabe & Kudo
- A. sachalinensis var. nemorensis (Mayr.) Vossin, Putlitz & Meyer
- A. sachalinensis var. sachalinensis (F. Schmidt) Masters

## Поширення, екологія
Країна поширення: Японія (Хоккайдо); Російська Федерація (Камчатка, Курильські острови, Сахалін). Зустрічаються від близько рівня моря на узбережжі до висоти 1650 м над рівнем моря в горах. Ґрунти добре дреновані, але вологі протягом усього року, у зв'язку з рясними опадами й з прохолодного до холодного, морського клімату. На півночі ареалу вид частіше зустрічається на висоті від 800 м і 1100 м, де він змішується з Picea jezoensis, Picea glehnii, Larix gmelinii var. japonica чи Pinus pumila на найвищій межі дерев. На більш низьких висотах чисті поселення трапляються, нижче 800 м широколистяні дерева, наприклад Betula ermanii, Acer, Quercus mongolica var. grossesserata, Castanea crenata, Kalopanax septemlobus і Magnolia hypoleuca стають більш рясними.

## Морфологія
Це дерево висотою до 15 метрів. Стовбур гладкий і майже білий. Молоді пагони злегка волохаті, сірі або червонувато-сірі. Блакитні бруньки дуже смолисті, малі й напівсферично округлі. Голки від 3 до 4 см у довжину й близько 1,5 міліметрів завширшки. Шишки зелені після дозрівання фіолетовий, між 5 і 7,5 см в довжину і мають діаметр від 2,5 до 3 сантиметрів. Насіння дозріває у вересні.

## Використання
Цей вид головним чином використовують для виготовлення деревної маси, використовуваної в паперовій промисловості. Деревина низької якості для виготовлення будівельно-столярних виробів. Культивується в ботанічних садах і дендраріях в Росії, Північній Європі, Новій Англії, США, але рідко доживає до зрілості в країнах з м'якими зимами.

## Загрози та охорона
Ніяких конкретних загроз виявлено не було. Старі деревостої (і ліси в цілому) знаходяться під дедалі більшим тиском у більшій частині свого ареалу за межами Японії. Цей вид відомий з кількох охоронних територій.